# روتويتيات
روتويتيات (الاسم العلمي: Rotoitidae)، سُميت الفصيلة على بحيرة روتويتي في نيوزيلندا. هي فصيلة دبابير صغيرة جدًا نادرة وطفيلية من الفصيلة العليا الصفريات. والمشهور منها بشكل أساسي الأنواع الأحفورية (14 نوعًا منقرضًا في جنسين، Baeomorpha و Taimyromorpha). هناك نوعان موجودان فقط معروفان، كل منهما في جنسه، أحدهما من نيوزيلندا والآخر من تشيلي، ولا يعرف سوى القليل عن أحيائيتهم. الإناث من الأنواع الشيلية، Chiloe micropteron ، تمتلك أجنحه صغيرة أشبه بشعيرات الدقيقة. تُعرف معظم الأنواع الأحفورية من الكهرمان التيمر في روسيا والكهرمان الكندي، لكن أحد الأنواع، Baeomorpha liorum معروف من الكهرمان البورمي.
الروتويتيات قريبة جدًا من أساس شجرة فصيلة الصفريات، والتي تعتبر حاليًا أول تصنيف «فرعي» بعد المشوهات.

## روابط خارجية
- Universal Chalcidoid Database